# Torneo de Córdoba (rugby) 2024
El Torneo de Córdoba es un torneo de rugby organizado por la Unión Cordobesa de Rugby que agrupa los clubes pertenecientes a la Provincia de Córdoba.
Es uno de los 7 torneos clasificatorios para el Torneo del Interior y el campeonato de rugby en el que se enfrentan los mejores clubes de Argentina Torneo Nacional de Clubes.

## Equipos participantes
| Equipo                                | Localidad         | POS |
| ------------------------------------- | ----------------- | --- |
| Córdoba Athletic Club                 | Ciudad de Córdoba |     |
| Córdoba Rugby Club                    | Ciudad de Córdoba |     |
| Club Atlético Universitario (Córdoba) | Ciudad de Córdoba |     |
| Club La Tablada                       | Ciudad de Córdoba |     |
| Club Palermo Bajo                     | Ciudad de Córdoba |     |
| Jockey Club Córdoba                   | Ciudad de Córdoba |     |
| Jockey Club Villa María               | Villa María       |     |
| San Martín Rugby Club                 | Villa María       |     |
| Tala Rugby Club                       | Villa Warcalde    |     |
| Urú Curé Rugby Club                   | Río Cuarto        |     |

## Fase 1
| Equipos                               | Encuentros | Encuentros | Encuentros | Encuentros | Pts. Bonus | Pts. Bonus | Puntos |
| Equipos                               | PJ         | PG         | PE         | PP         | OF         | DF         | Puntos |
| ------------------------------------- | ---------- | ---------- | ---------- | ---------- | ---------- | ---------- | ------ |
| Córdoba Athletic Club                 | 9          | 7          | 0          | 2          | 4          | 2          | 34     |
| Jockey Club Córdoba                   | 9          | 6          | 0          | 3          | 4          | 3          | 31     |
| Urú Curé Rugby Club                   | 9          | 6          | 0          | 3          | 3          | 3          | 30     |
| Club Atlético Universitario (Córdoba) | 9          | 6          | 0          | 3          | 4          | 1          | 29     |
| Tala Rugby Club                       | 9          | 5          | 0          | 4          | 4          | 3          | 27     |
| Club La Tablada                       | 9          | 5          | 0          | 4          | 4          | 1          | 25     |
| Jockey Club Villa María               | 9          | 4          | 0          | 5          | 4          | 2          | 22     |
| San Martín Rugby Club                 | 9          | 3          | 1          | 5          | 5          | 2          | 21     |
| Club Palermo Bajo                     | 9          | 2          | 1          | 6          | 3          | 3          | 16     |
| Córdoba Rugby Club                    | 9          | 0          | 0          | 9          | 1          | 0          | 1      |
|  | Clasificados a Zona 1. |
|  | Clasificados a Zona 2. |

### Desarrollo
| Fecha      | Equipo local            | Resultado    | Equipo visitante        |
| ---------- | ----------------------- | ------------ | ----------------------- |
| 16/03/2024 | Córdoba A.C.            | 26-22        | Jockey Club Villa María |
| 16/03/2024 | Jockey Club Córdoba     | 21-24        | Tala R.C.               |
| 16/03/2024 | San Martin Villa María  | 48-7         | Córdoba Rugby           |
| 16/03/2024 | Universitario Córdoba   | 23-22        | Palermo Bajo            |
| 16/03/2024 | Urú Curé                | 20-17        | La Tablada              |
| 23/03/2024 | Córdoba Rugby           | 26-56        | Jockey Club Córdoba     |
| 23/03/2024 | Jockey Club Villa María | 35-17        | Palermo Bajo            |
| 23/03/2024 | La Tablada              | 13-27        | Córdoba A.C.            |
| 23/03/2024 | San Martin Villa María  | 41-28        | Universitario Córdoba   |
| 23/03/2024 | Tala R.C.               | 27-24        | Urú Curé                |
| 06/04/2024 | Córdoba A.C.            | 31-3         | Tala R.C.               |
| 06/04/2024 | Jockey Club Córdoba     | 16-12        | San Martin Villa María  |
| 06/04/2024 | Palermo Bajo            | Jugado 25/05 | La Tablada              |
| 06/04/2024 | Universitario Córdoba   | 39-36        | Jockey Club Villa María |
| 06/04/2024 | Urú Curé                | 50-11        | Córdoba Rugby           |
| 20/04/2024 | Córdoba Rugby           | 22-46        | Córdoba A.C.            |
| 20/04/2024 | Jockey Club Córdoba     | jugado 25/05 | Universitario Córdoba   |
| 20/04/2024 | La Tablada              | 41-15        | Jockey Club Villa María |
| 20/04/2024 | San Martin Villa María  | 15-8         | Urú Curé                |
| 20/04/2024 | Tala R.C.               | 35-39        | Palermo Bajo            |
| 27/04/2024 | Córdoba A.C.            | 31-29        | San Martin Villa María  |
| 27/04/2024 | Jockey Club Villa María | 35-32        | Tala R.C.               |
| 27/04/2024 | Palermo Bajo            | 44-12        | Córdoba Rugby           |
| 27/04/2024 | Universitario Córdoba   | 37-22        | La Tablada              |
| 27/04/2024 | Urú Curé                | 19-14        | Jockey Club Córdoba     |
| 04/05/2024 | Córdoba Rugby           | 6-21         | Jockey Club Villa María |
| 04/05/2024 | Jockey Club Córdoba     | 22-17        | Córdoba A.C.            |
| 04/05/2024 | San Martin Villa María  | 26-26        | Palermo Bajo            |
| 04/05/2024 | Tala R.C.               | 24-10        | La Tablada              |
| 04/05/2024 | Urú Curé                | 15-8         | Universitario Córdoba   |
| 11/05/2024 | Córdoba A.C.            | 17-12        | Urú Curé                |
| 11/05/2024 | Jockey Club Villa María | 40-24        | San Martin Villa María  |
| 11/05/2024 | La Tablada              | 54-17        | Córdoba Rugby           |
| 11/05/2024 | Palermo Bajo            | 20-27        | Jockey Club Córdoba     |
| 11/05/2024 | Universitario Córdoba   | 20-16        | Tala R.C.               |
| 18/05/2024 | Córdoba A.C.            | 37-39        | Universitario Córdoba   |
| 18/05/2024 | Córdoba Rugby           | 12-38        | Tala R.C.               |
| 18/05/2024 | Jockey Club Córdoba     | 32-12        | Jockey Club Villa María |
| 18/05/2024 | San Martin Villa María  | 17-28        | La Tablada              |
| 18/05/2024 | Urú Curé                | 29-26        | Palermo Bajo            |
| 25/05/2024 | Jockey Club Córdoba     | 30-9         | Universitario Córdoba   |
| 25/05/2024 | Palermo Bajo            | 27-40        | La Tablada              |
| 01/06/2024 | Jockey Club Villa María | 12-35        | Urú Curé                |
| 01/06/2024 | La Tablada              | 38-34        | Jockey Club Córdoba     |
| 01/06/2024 | Palermo Bajo            | 28-41        | Córdoba A.C.            |
| 01/06/2024 | Tala R.C.               | 44-21        | San Martin Villa María  |
| 01/06/2024 | Universitario Córdoba   | 31-19        | Córdoba Rugby           |

## Fase 2

### Zona A
| Equipos                               | Encuentros | Encuentros | Encuentros | Encuentros | Pts. Bonus | Pts. Bonus | Puntos |
| Equipos                               | PJ         | PG         | PE         | PP         | OF         | DF         | Puntos |
| ------------------------------------- | ---------- | ---------- | ---------- | ---------- | ---------- | ---------- | ------ |
| Córdoba Athletic Club                 | 13         | 2          | 1          | 1          | 1          | 1          | 46     |
| Tala Rugby Club                       | 13         | 4          | 0          | 0          | 3          | 0          | 46     |
| Club Atlético Universitario (Córdoba) | 13         | 1          | 0          | 3          | 0          | 0          | 33     |
| Club Palermo Bajo                     | 13         | 2          | 1          | 1          | 3          | 0          | 31     |
| San Martín Rugby Club                 | 13         | 0          | 0          | 4          | 0          | 0          | 21     |
|  | Clasificado a semifinal.         |
|  | Clasificados a cuartos de final. |

| Fecha      | Equipo local           | Resultado | Equipo visitante       |
| ---------- | ---------------------- | --------- | ---------------------- |
| 08/06/2024 | Córdoba A.C.           | 31-31     | Palermo Bajo           |
| 08/06/2024 | Tala R.C.              | 31-22     | Universitario Cordoba  |
| 15/06/2024 | Palermo Bajo           | 27-44     | Tala R.C.              |
| 15/06/2024 | Universitario Cordoba  | 29-21     | San Martin Villa Maria |
| 22/06/2024 | San Martin Villa Maria | 17-42     | Tala R.C.              |
| 22/06/2024 | Universitario Cordoba  | 18-27     | Cordoba A.C.           |
| 29/06/2024 | Palermo Bajo           | 35-17     | San Martin Villa Maria |
| 29/06/2024 | Tala R.C.              | 20-16     | Cordoba A.C.           |
| 13/07/2024 | Palermo Bajo           | 40-10     | Universitario Cordoba  |
| 13/07/2024 | San Martin Villa Maria | 20-48     | Cordoba A.C.           |

### Zona B
| Equipos                 | Encuentros | Encuentros | Encuentros | Encuentros | Pts. Bonus | Pts. Bonus | Puntos |
| Equipos                 | PJ         | PG         | PE         | PP         | OF         | DF         | Puntos |
| ----------------------- | ---------- | ---------- | ---------- | ---------- | ---------- | ---------- | ------ |
| Jockey Club Córdoba     | 13         | 4          | 0          | 0          | 4          | 0          | 51     |
| Urú Curé Rugby Club     | 13         | 2          | 0          | 2          | 2          | 1          | 41     |
| Club La Tablada         | 13         | 3          | 0          | 1          | 2          | 0          | 39     |
| Jockey Club Villa María | 13         | 0          | 0          | 4          | 3          | 4          | 29     |
| Córdoba Rugby Club      | 13         | 1          | 0          | 3          | 3          | 2          | 10     |
|  | Clasificado a semifinal.         |
|  | Clasificados a cuartos de final. |

| Fecha      | Equipo local            | Resultado | Equipo visitante        |
| ---------- | ----------------------- | --------- | ----------------------- |
| 08/06/2024 | Jockey Club Cordoba     | 54-31     | Cordoba Rugby           |
| 08/06/2024 | La Tablada              | 38-32     | Urú Curé                |
| 15/06/2024 | Cordoba Rugby           | 26-27     | La Tablada              |
| 15/06/2024 | Urú Curé                | 37-35     | Jockey Club Villa Maria |
| 22/06/2024 | Jockey Club Cordoba     | 39-17     | Urú Curé                |
| 22/06/2024 | Jockey Club Villa Maria | 24-26     | La Tablada              |
| 29/06/2024 | Jockey Club Cordoba     | 35-24     | La Tablada              |
| 29/06/2024 | Jockey Club Villa Maria | 25-28     | Cordoba Rugby           |
| 13/07/2024 | Cordoba Rugby           | 20-21     | Urú Curé                |
| 13/07/2024 | Jockey Club Villa Maria | 22-29     | Jockey Club Cordoba     |

## Fase Final
|  | Cuartos de final | Cuartos de final                      | Cuartos de final    |                     |                       | Semifinal             | Semifinal             | Semifinal             |    |  | Final        | Final | Final |  |
|  |                  |                                       |                     |                     |                       |                       |                       |                       |    |  | 10 de Agosto |       |       |  |
|  |                  |                                       |                     |                     |                       |                       |                       |                       |    |  |              |       |       |  |
|  |                  |                                       |                     |                     |                       |                       |                       |                       |    |  |              |       |       |  |
|  | 1                | Club Atlético Universitario (Córdoba) | 12                  |                     |                       |                       |                       |                       |    |  |              |       |       |  |
|  | 1                | Club Atlético Universitario (Córdoba) | 12                  |                     |                       |                       |                       |                       |    |  |              |       |       |  |
|  | 8                | Urú Curé Rugby Club                   | 13                  |                     |                       |                       |                       |                       |    |  |              |       |       |  |
|  | 8                | Urú Curé Rugby Club                   | 13                  |                     | Córdoba Athletic Club | Córdoba Athletic Club | 36                    |                       |    |  |              |       |       |  |
|  |                  |                                       |                     |                     | Córdoba Athletic Club | Córdoba Athletic Club | 36                    |                       |    |  |              |       |       |  |
|  |                  |                                       | Urú Curé Rugby Club | Urú Curé Rugby Club | 14                    |                       |                       |                       |    |  |              |       |       |  |
|  |                  |                                       | Urú Curé Rugby Club | Urú Curé Rugby Club | 14                    |                       |                       |                       |    |  |              |       |       |  |
|  |                  |                                       |                     |                     |                       |                       |                       |                       |    |  |              |       |       |  |
|  |                  |                                       |                     |                     |                       |                       |                       |                       |    |  |              |       |       |  |
|  |                  |                                       |                     |                     |                       |                       | Córdoba Athletic Club | Córdoba Athletic Club | 30 |  |              |       |       |  |
|  |                  |                                       |                     |                     |                       |                       |                       |                       | 30 |  |              |       |       |  |
|  |                  |                                       | Jockey Club Córdoba | Jockey Club Córdoba | 21                    |                       |                       |                       |    |  |              |       |       |  |
|  |                  |                                       | Jockey Club Córdoba | Jockey Club Córdoba | 21                    |                       |                       |                       |    |  |              |       |       |  |
|  |                  |                                       |                     |                     |                       |                       |                       |                       |    |  |              |       |       |  |
|  |                  |                                       |                     |                     |                       |                       |                       |                       |    |  |              |       |       |  |
|  |                  | Tala Rugby Club                       | Tala Rugby Club     | 13                  |                       |                       |                       |                       |    |  |              |       |       |  |
|  |                  |                                       |                     | 13                  |                       |                       |                       |                       |    |  |              |       |       |  |
|  |                  |                                       | Jockey Club Córdoba | Jockey Club Córdoba | 22                    |                       |                       |                       |    |  |              |       |       |  |
|  | 7                | Tala Rugby Club                       | Jockey Club Córdoba | Jockey Club Córdoba | 22                    | 18                    |                       |                       |    |  |              |       |       |  |
|  | 7                | Tala Rugby Club                       |                     |                     |                       |                       |                       |                       |    |  |              |       |       |  |
|  | 2                | Club La Tablada                       | 12                  |                     |                       |                       |                       |                       |    |  |              |       |       |  |
|  | 2                | Club La Tablada                       | 12                  |                     |                       |                       |                       |                       |    |  |              |       |       |  |
|  |                  |                                       |                     |                     |                       |                       |                       |                       |    |  |              |       |       |  |

| Campeón               |
| Córdoba Athletic Club |